# غوستافو فيرايرا
غوستافو فيرايرا (بالإسبانية: Gustavo Ferreyra)‏ هو لاعب كرة قدم أوروغواياني في مركز الهجوم، ولد في 29 مايو 1972 في مونتفيدو في الأوروغواي. شارك مع منتخب الأوروغواي لكرة القدم. أما مع النوادي، فقد لعب مع بنيارول وديبورتيفو سابريسا وسنترال إسبانيول.

## وصلات خارجية
- غوستافو فيرايرا على موقع قاعدة بيانات كرة القدم.إي يو (الإنجليزية)
- غوستافو فيرايرا على موقع ناشيونال فوتبول تيمز (الإنجليزية)